# Oxira pallidisigna
Oxira pallidisigna là một loài bướm đêm trong họ Noctuidae.